# 布里奇沃特 (紐約州)
布里奇沃特（英語：Bridgewater）是一個位於美國紐約州奧奈達縣的鎮。

## 人口
根據2020年美國人口普查的數據，布里奇沃特的面積為61.79平方千米，當中陸地面積為61.76平方千米，而水域面積為0.03平方千米。當地共有人口1507人，而人口密度為每平方千米24人。